# Maria Lassnig

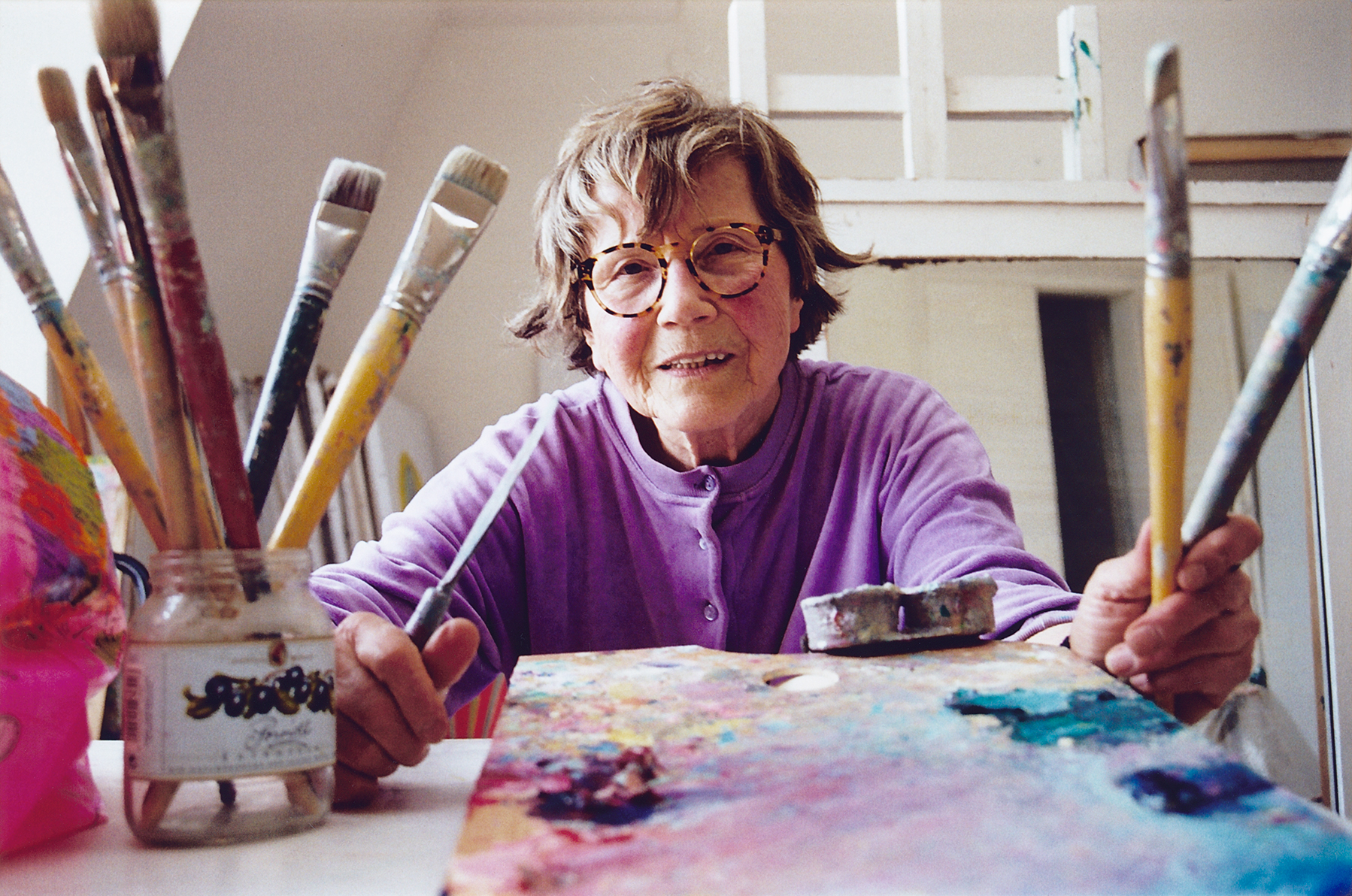
Maria Lassnig (ca. 2001)

Maria Eleonora Lassnig, geborene Gregorc (* 8. September 1919 in Kappel am Krappfeld, Kärnten; † 6. Mai 2014 in Wien (nach anderen Angaben: Feistritz ob Grades)) war eine österreichische Malerin, Grafikerin und Medienkünstlerin.

## Leben und Werk
Am 8. September 1919 wurde Maria Eleonora Gregorc in einem Bauernhaus in der Gemeinde Kappel am Krappfeld als uneheliches Kind geboren. Sie wuchs bis zu ihrem sechsten Lebensjahr unter vernachlässigten Verhältnissen bei ihrer Großmutter auf. 1922 heiratete ihre mittellose Mutter Mathilde Gregorc den Bäcker Jakob Lassnig, 1925 übersiedelte Maria zu ihrer Mutter nach Klagenfurt und führte ab diesem Jahr auch den Familiennamen Lassnig. Dort besuchte sie die Ursulinen-Klosterschule, die sie mit der Matura abschloss. Danach durchlief sie eine Ausbildung zur Volksschullehrerin. Zeichenunterricht erhielt sie bereits zwischen dem 6. und dem 10. Lebensjahr. Sie galt als ein besonderes Talent und wurde von ihrer Mutter gefördert. Zeichnungen aus dieser Zeit, die erhalten sind, belegen das. Am 14. Dezember 1938 trat sie aus der römisch-katholischen Kirche aus und wurde am 9. April 1959 wieder aufgenommen.
In den Jahren 1940 bis 1941 war sie als Volksschullehrerin in einer einklassigen Volksschule im Metnitztal tätig. Mit den Kindern zeichnete sie vor allem. An diesen Ort sollte sie später immer wieder zurückkommen, nachdem sie 1985 ein Schulgebäude in der Gegend als Sommeratelier adaptiert hatte.

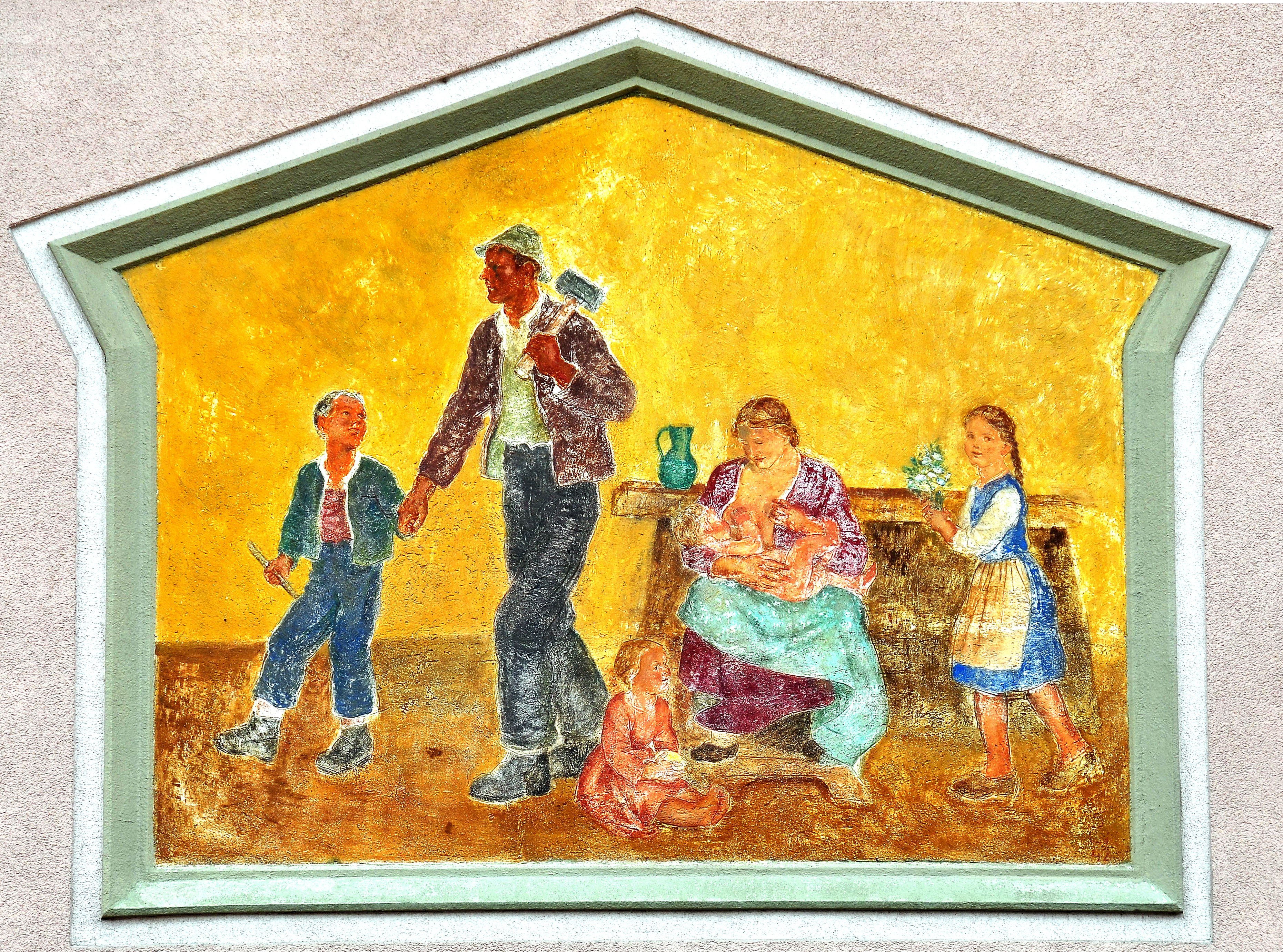
Werk gemeinsam mit Switbert Lobisser, Klagenfurt 1943

Im Wintersemester 1940/41 begann sie ein Studium der Malerei an der Akademie der bildenden Künste Wien bei Wilhelm Dachauer. Als Lassnig, einen eigenen künstlerischen Weg suchend, farbiger und expressiver malte, kam es zu Differenzen mit Dachauer. Nach dessen kritischer Bemerkung „Sie malen ja ganz entartet“, setzte sie ihr Studium in der Klasse von Ferdinand Andri fort. Im Januar 1945 schloss sie ihr Studium mit dem Diplom ab. Lassnig galt in der Zeit des Nationalsozialismus als angepasste, strebsame, unpolitische Studentin und typische Mitläuferin. Von der Akademie wurde sie unterstützt, sie erhielt Förderpreise, darunter 1943 und 1944 dreimal das Gaustipendium Kärnten und im Februar 1945, nach ihrem Studium, ein Staatsreisestipendium, das mangels Reisemöglichkeiten ausbezahlt wurde.

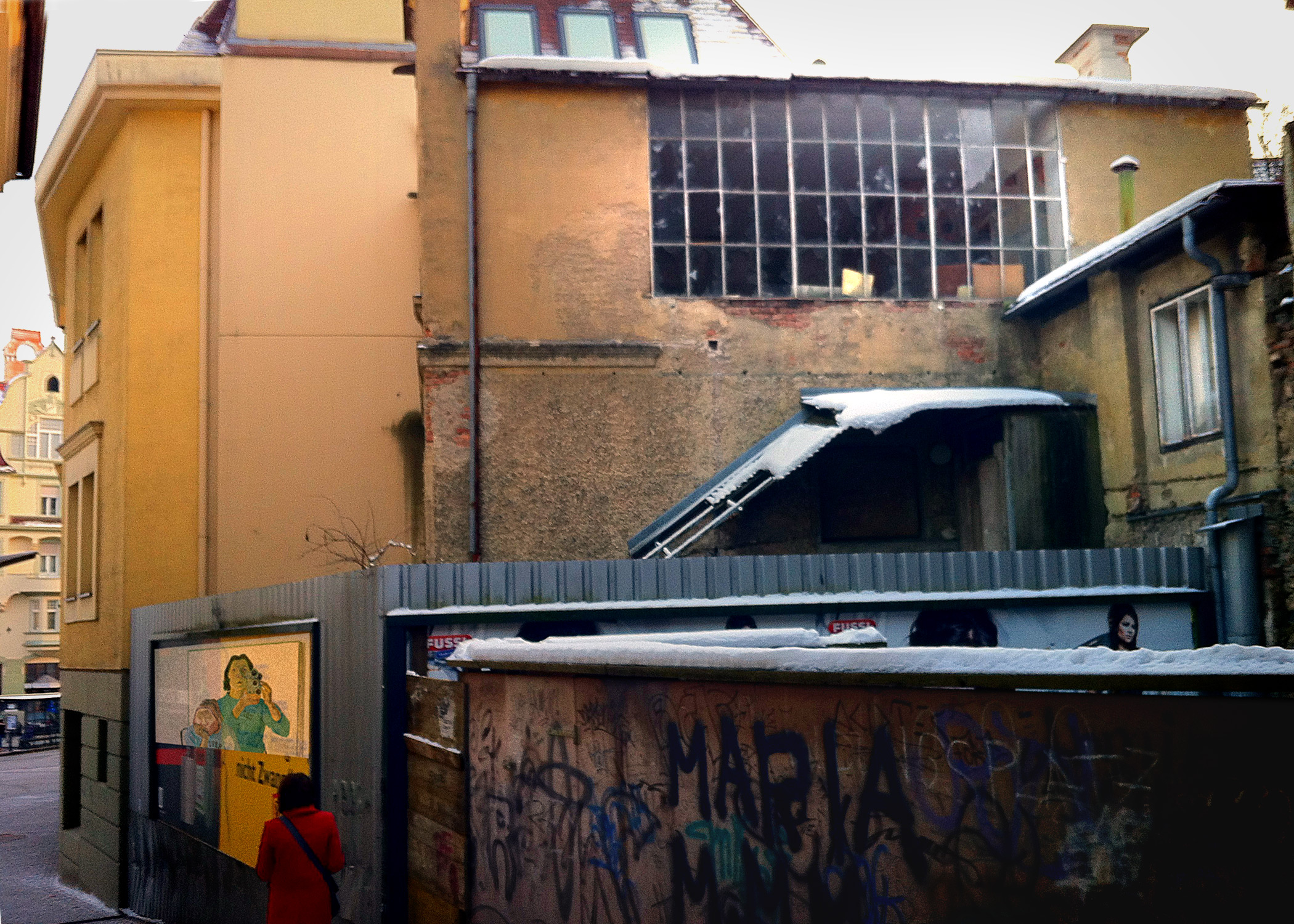
Maria-Lassnig-Atelier-Ruine (2013)

Nach Abschluss des Studiums 1945 kehrte sie nach Klagenfurt zurück und bezog ein Atelier am Heiligengeist-Platz, wo sie die künstlerische Avantgarde Klagenfurts empfing: Arnold Clementschitsch, Michael Guttenbrunner, Max Hölzer und Arnold Wande. 1949 hatte sie in Klagenfurt in der Galerie von Edith Kleinmayr am Alten Platz ihre erste Einzelausstellung, auf der sie expressionistische Gemälde im Stil des „Kärntner Kolorismus“ zeigte. Um 1948 lernte sie den zehn Jahre jüngeren Maler Arnulf Rainer kennen, die beiden wurden ein Paar. Auch auf künstlerischer Ebene tauschten sie sich intensiv aus, z. B. über den Surrealismus, den Lassnig als „Befreiung von dem Gegenständlichen und Beabsichtigten“ bezeichnete. 1951 zog sie wieder nach Wien, zunächst überließ ihr Ernst Fuchs sein altes Atelier im zweiten Bezirk. Ab 1952 lebte und arbeitete sie in einer Dachgeschoßwohnung in der Bräuhausgasse 49. In Wien war Lassnig im Umfeld der Künstlervereinigung „Art Club“ und in der radikaleren „Hundsgruppe“ aktiv.
1951 erhielt Lassnig über das französische Kulturinstitut ein Stipendium, das ihr drei Reisen nach Paris ermöglichte. Obwohl das Stipendium nur für eine Person galt, nahm sie Arnulf Rainer mit. In Paris kontaktierten die beiden Paul Celan, der ein Treffen mit André Breton arrangierte, bei dem sie auch Benjamin Péret und Toyen kennenlernten. Während Lassnig und Rainer enttäuscht von dem bürgerlichen Eindruck waren, den der berühmte Surrealist auf sie machte, begeisterte sie eine Ausstellung abstrakter Kunst, die sie kurz darauf entdeckten. Sie sahen dort erstmals Bilder von u. a. Jackson Pollock und Georges Mathieu. Während des Ausstellungsbesuchs lernten sie den kanadischen Maler Jean-Paul Riopelle kennen, dem die mitgebrachten Mappen der beiden gefielen. Er lud sie in sein Atelier ein und machte sie mit Karel Appel, Hans Hartung und Wols bekannt. Bei Paul Celans Frau Gisèle Lestrange lernte Lassnig die Technik der Kaltnadelradierung, außerdem besuchte sie den von ihr bewunderten Camille Bryen, dessen Arbeiten sich zwischen Surrealismus und Informel bewegten. Trotz der vielen Kontakte gelang es Lassnig und Rainer nicht, in Paris Fuß zu fassen oder dort auszustellen.
Lassnig kehrte im selben Jahr nach Österreich zurück, nahm aus Paris aber prägende Eindrücke des Informel und des abstrakten Expressionismus mit. Sie organisierte zusammen mit Rainer die Ausstellung Junge unfigurative Malerei im Künstlerhaus Klagenfurt und formulierte dazu das programmatische Manifest Keine Verteidigung. Die Ausstellung geriet zum Flop bei Kritik und Publikum, die Künstlerin erinnerte sich später: „Man wurde angefeindet und angepöbelt, mit dem Verprügeln bedroht.“
1954 kehrte Lassnig an die Akademie der bildenden Künste in Wien zurück, um noch einmal sechs Semester in der Klasse Albert Paris Gütersloh zu studieren. Gemeinsam mit Oswald Oberhuber, Wolfgang Hollegha, Josef Mikl, Markus Prachensky und Arnulf Rainer gehörte sie zum Kreis um Monsignore Otto Mauer, den kunstinteressierten Wiener Domprediger, Förderer und Gründer der Galerie nächst St. Stephan. Ein weiterer wichtiger Kontakt waren die Literaten der „Wiener Gruppe“ Friedrich Achleitner, H.C. Artmann, Gerhard Rühm und Oswald Wiener. Gemeinsam mit Arnulf Rainer galt sie als Begründerin der informellen Malerei in Österreich.
Zwischen 1961 und 1968 lebte Lassnig in Paris und malte erste Körperbewusstseinsaquarelle sowie zwei Meter hohe Körpergefühls-Figurationen, die aber nie ausgestellt wurden. 1964 starb ihre Mutter, der Tod erscheint immer wieder in ihren Bildern. Depressionen und ein Leberleiden belasteten sie. Lassnig beschloss in die USA auszuwandern.

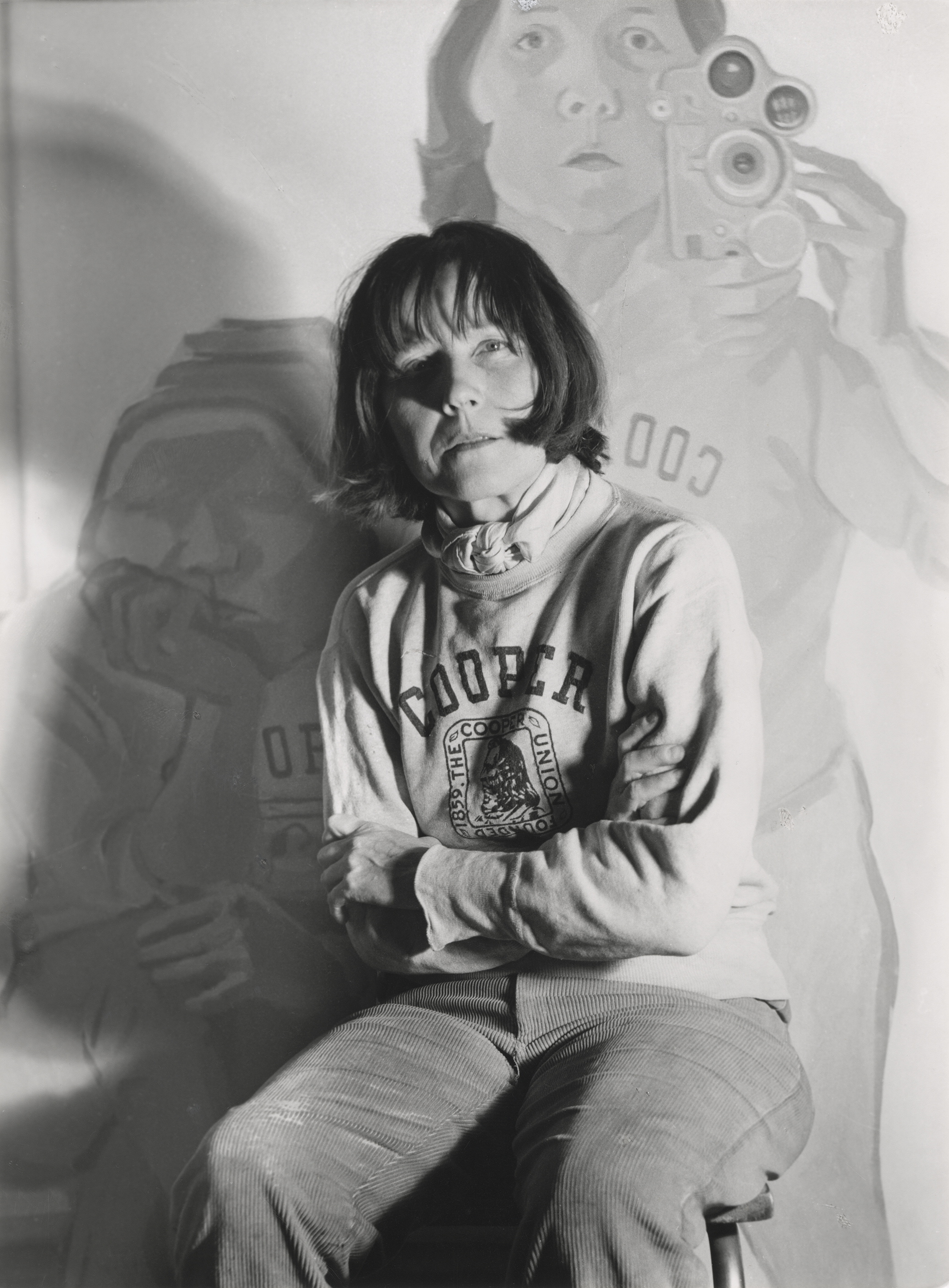
Lassnig vor Doppelselbstportrait mit Kamera (1974)

Von Nancy Spero hatte sie gehört, dass New York eine Stadt sei, in der sie als Künstlerin Erfolg haben könne. 1968 bezog sie ein Atelier im East Village. Ihre Arbeiten wurden jedoch als „strange“ und „morbide“ abgelehnt. Lassnig besuchte eine Siebdruckklasse in Brooklyn, es entstanden in Folge großformatige Seidensiebdrucke. 1970 belegte sie einen Zeichentrick-Kurs an der School of Visual Arts. Sie kaufte eine 16-mm-Filmkamera und drehte erste eigene Filme. 1974 gründete sie in New York u. a. mit der 20 Jahre jüngeren Carolee Schneemann die Women/Artists/Filmmakers, eine Vereinigung filmschaffender feministischer Künstlerinnen.
1977 wurde Lassnigs zeichnerisches Werk erstmals in einer Retrospektive in der Albertina in Wien und im Kunstverein Kärnten gezeigt. Ein DAAD-Stipendium führte sie 1978 nach Berlin.
Erst 1980 kehrte sie endgültig aus den USA nach Wien zurück und übernahm u. a. auf Betreiben der damaligen Bundesministerin Hertha Firnberg an der Hochschule für angewandte Kunst die Leitung der Meisterklasse für „Gestaltungslehre – experimentelles Gestalten“. Sie war damit eine der ersten Frauen im deutschsprachigen Raum, die eine Professur für Malerei erhielten. Eine Bedingung, die sie an die Annahme der Professur knüpfte, war die Mitarbeit des Kunsttheoretikers Heimo Kuchling. Außerdem forderte sie das gleiche Honorar wie Joseph Beuys. Bis zur Annahme der Professur hatte sie nicht von der Malerei leben können und nebenbei gearbeitet. So hatte sie z. B. in New York für ein Trickfilmstudio Hintergründe koloriert.
In Wien zählten u. a. der spätere Grafiker Guido Hoffmann, die Künstlerin und Filmemacherin Mara Mattuschka, die Filmemacherin und Produzentin Bady Minck und Sabine Groschup zu ihren Schülern. Gemeinsam mit Valie Export vertrat sie Österreich auf der Biennale in Venedig. 1982 gründete sie in ihrer Meisterklasse Österreichs einziges Lehrstudio für Trickfilm. Das Lehrstudio für experimentellen Animationsfilm besteht bis heute.

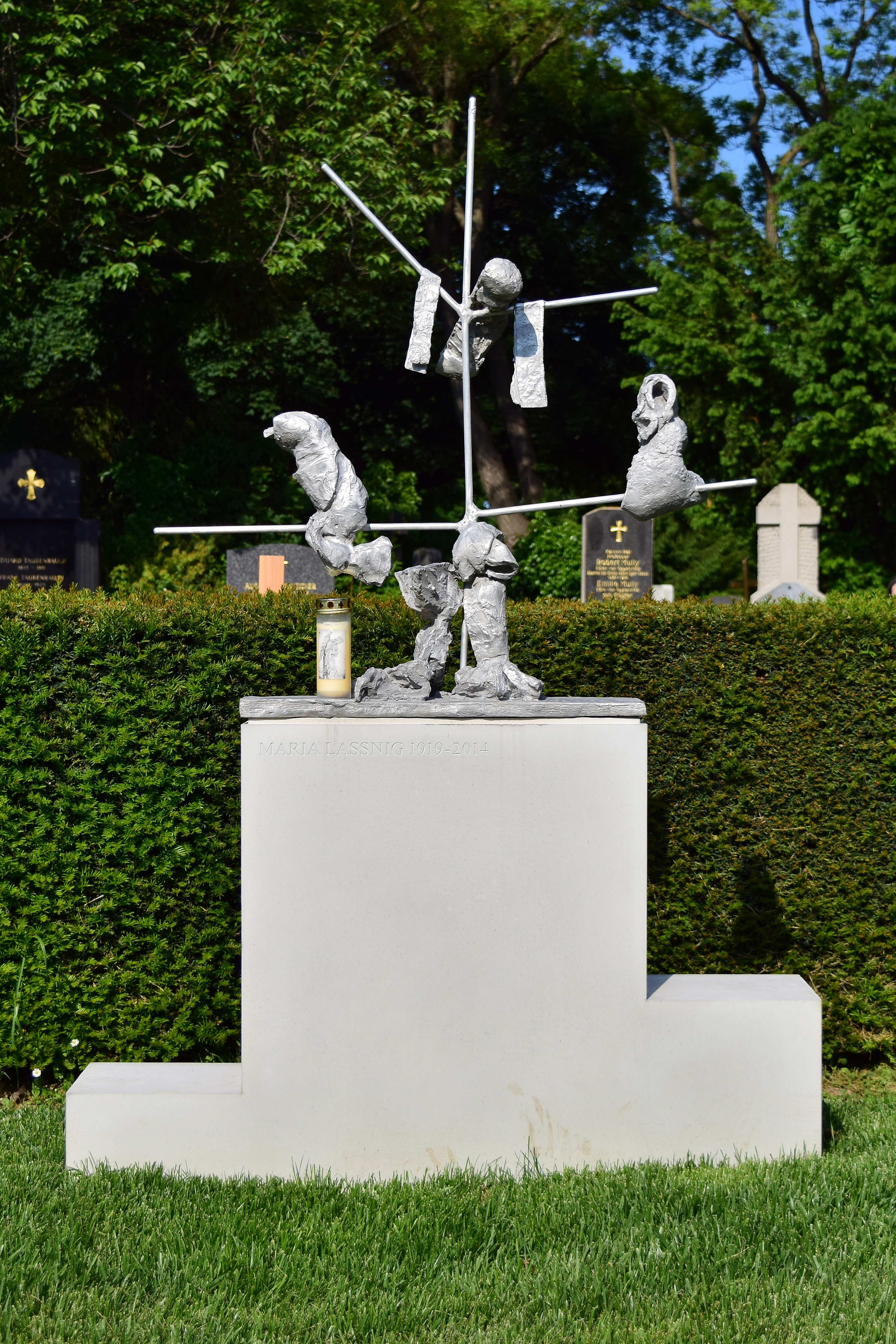
Ehrengrab von Maria Lassnig auf dem Wiener Zentralfriedhof

Werke von Lassnig wurden 1982 auf der documenta 7 und 1997 auf der documenta X in Kassel ausgestellt. Während dieses Zeitraums fanden auch zahlreiche Einzelausstellungen statt, so im Museum des 20. Jahrhunderts in Wien, im Kunstmuseum Düsseldorf und der Kunsthalle Nürnberg, in der Kärntner Landesgalerie, der Galerie Hundertmark in Köln, der Galerie Onnasch in Berlin, im Kunstmuseum Luzern, ab den 1990er Jahren dann auch in Paris, New York, Den Haag, Frankfurt am Main, Zürich, München und Rom. Sie wurde im Jahr 2001 mit dem Rubenspreis der Stadt Siegen ausgezeichnet.
Am 18. Februar 2004 erhielt sie für ihren „außergewöhnlichen Beitrag zur zeitgenössischen Malerei“ den mit 50.000 Euro dotierten Max-Beckmann-Preis der Stadt Frankfurt am Main. Mit der alle drei Jahre vergebenen Auszeichnung werden hervorragende Leistungen in Malerei, Grafik, Bildhauerei oder Architektur gewürdigt.
Anlässlich ihres 90. Geburtstages war 2010 in München eine umfangreiche Einzelausstellung der österreichischen Künstlerin zu sehen, mit dem Schwerpunkt auf den Werken der letzten Jahre.
Zur Saison 2005/2006 gestaltete sie den Eisernen Vorhang der Wiener Staatsoper mit dem Bild Frühstück mit Ohr. Das Motiv bezieht sich auf ihr gleichnamiges Gemälde aus dem Jahr 1967. Das abgebildete Ohr steht laut eigener Aussage der Künstlerin für Lärm, unter dem sie immer wieder gelitten habe.
Maria Lassnig ruht in einem Ehrengrab auf dem Wiener Zentralfriedhof.

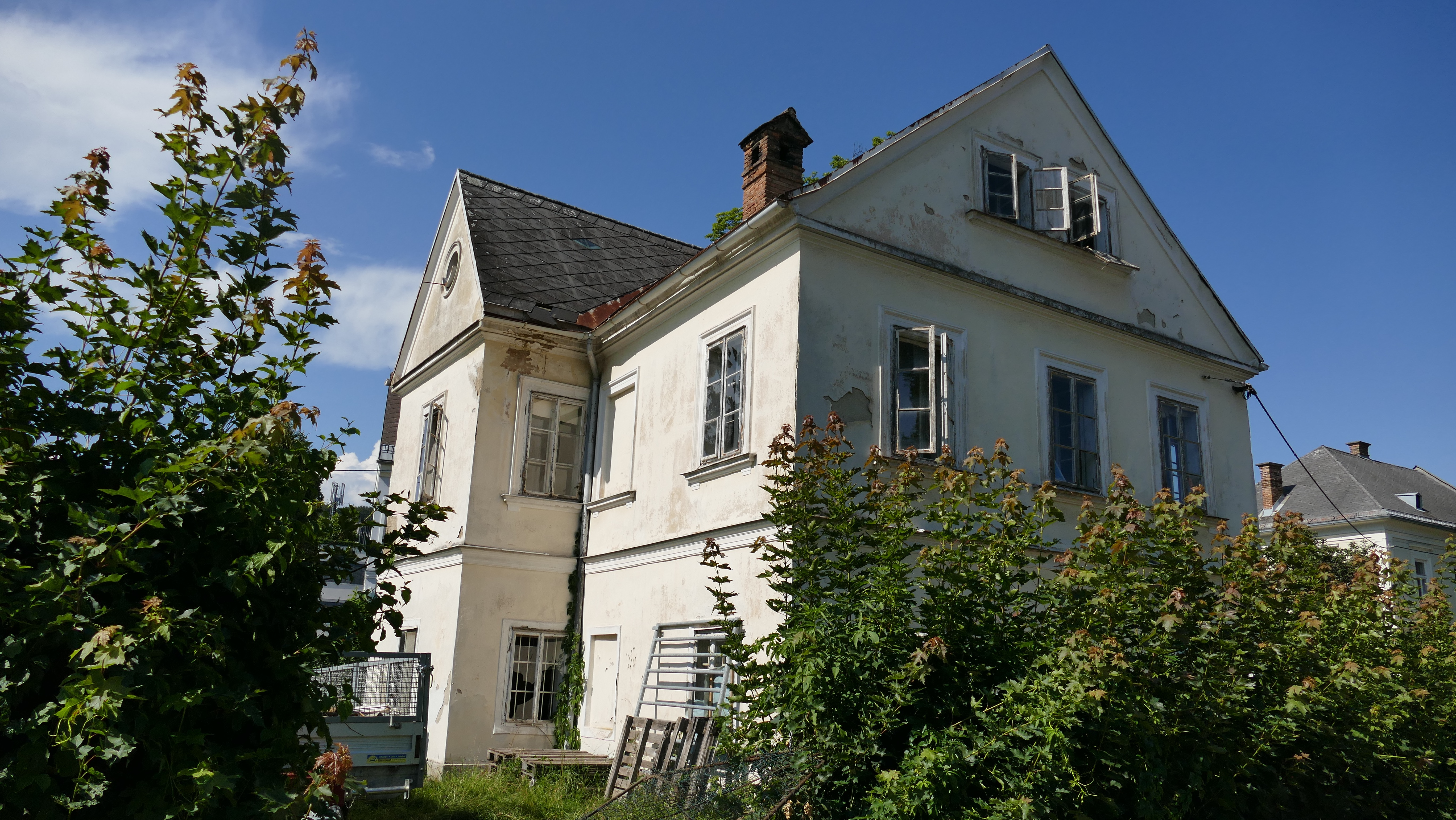
Lassnigs Haus in der Tschabuschniggstraße

Die Künstlerin besaß ein Haus in der Adolf-Tschabuschnigg-Straße in Klagenfurt, das heute leer steht. Es wurde an einen privaten Eigentümer verkauft und wird voraussichtlich abgebrochen.
Das Maria Lassnig-Atelier in der Klostergasse 1 wurde hingegen restauriert. Seit fast 40 Jahren stand es als schwer lädierter Abbruchrest wie ein Mahnmal im kleinen Gässchen, nachdem die südlich anschließenden Gebäude auf dem Heiligengeistplatz zugunsten eines Kaufhauses geschleift worden war. Die Familie Nicolini hat das zum Abbruch bestimmte Baurelikt erworben. In langjähriger Arbeit wurde das Atelier im Original restauriert; die anliegende Baulücke musste geschlossen werden. So befindet sich nun das Atelier im Inneren dieses Hauses. Zu Maria Lassnigs 100. Geburtstag am 8. September 2019 hat die Stadt Klagenfurt an der Hausfassade Klostergasse 1 eine Gedenktafel angebracht. Die Öffentlichkeit konnte das Atelier besichtigen.
2024 wurde der Maria-Lassnig-Park in Wien-Margareten nach ihr benannt, wo sie ihr erstes Wiener Atelier in der Bräuhausgasse hatte.

## Themen und künstlerische Mittel
Nach surrealistischen Anfängen war Lassnig in den 1950er Jahren prägend für das neu aufkommende Informel in Österreich.
Kennzeichnend für ihr umfangreiches Werk ist u. a. eine neuartige Darstellung von Körperlichkeit, die sie ab den späten 1940er Jahren entwickelte. Bereits damals beschäftigte sich die physisch und psychisch hochempfindsame Künstlerin mit dem Konzept des „Körpergefühls“. Sie wollte körperliche Wahrnehmungen, die für sie die Grenzen zwischen Innen und Außen auflösen konnten, visuell ausdrücken. Die Idee war, nicht zu malen, was sie sah, sondern das, was sie fühlte. Dazu setzte sie u. a. Farben ein, die sie mit bestimmten Empfindungen wie z. B. Schmerz assoziierte.
Erst in den 1970er Jahren prägte sie für diese Herangehensweise den Begriff „Body Awareness“, um sich damit vom „gefühlsseligen“ Begriff „Körpergefühl“ abzusetzen. Einige frühere Werke benannte sie in dieser Zeit nachträglich um. So betitelte sie eine 1947 entstandene kubistisch-abstrahierte Zeichnung, in deren Formen sich Teile des weiblichen Körpers erahnen lassen, nun „Selbstporträt Body Awareness“. Mit dem Konzept der „Body Awareness“ gilt Lassnig als Vorläuferin der feministischen Body-Art und des Wiener Aktionismus. Lassnig selbst sagte von sich: „Es ist sicher, ich male und zeichne nicht den ‚Gegenstand‘ Körper – sondern ich male Empfindungen vom Körper.“
Typisch für Lassnigs Malerei ist eine Figuration ohne einfache realistische Abbildung – Lassnig malt das Subjekt, nicht das Objekt. So sind es immer wieder Selbstporträts, angereichert mit surrealen Elementen, die eine eigenartige und ganz spezifische Schwebe zwischen Nähe und Fremdheit erzeugen.
Andere immer wiederkehrende Themen sind Science Fiction, die Beziehung zu Menschen, Tieren und zur Technik, und das Verhältnis zu Gewalt und Krieg. Neben Gemälden schuf sie Skulpturen und Filme und füllte Notizbücher mit Zeichnungen und Texten.
Exemplarisch ist das frühe Stillleben mit rotem Selbstportrait aus dem Jahr 1969. Das Selbstporträt ist auf einen großen roten Mund reduziert und kann sowohl für Nahrungsaufnahme als auch für Erotik stehen – vielleicht eine kritische Reaktion auf die damals aktuelle Pop Art. Im Laufe der Jahre wurden ihre Selbstbildnisse immer drastischer, sie malte sich als Knödel oder als Rechenmaschine, beispielsweise das Sciencefiction-Selbstporträt von 1980 (Öl auf Leinwand, 76 × 64 cm). Ab den späten 1990er Jahren kamen vermehrt Selbstporträts mit einem Tier hinzu, so Froschkönigin aus dem Jahr 2000 (Öl auf Leinwand, 125 × 100 cm).

## Bildergalerie

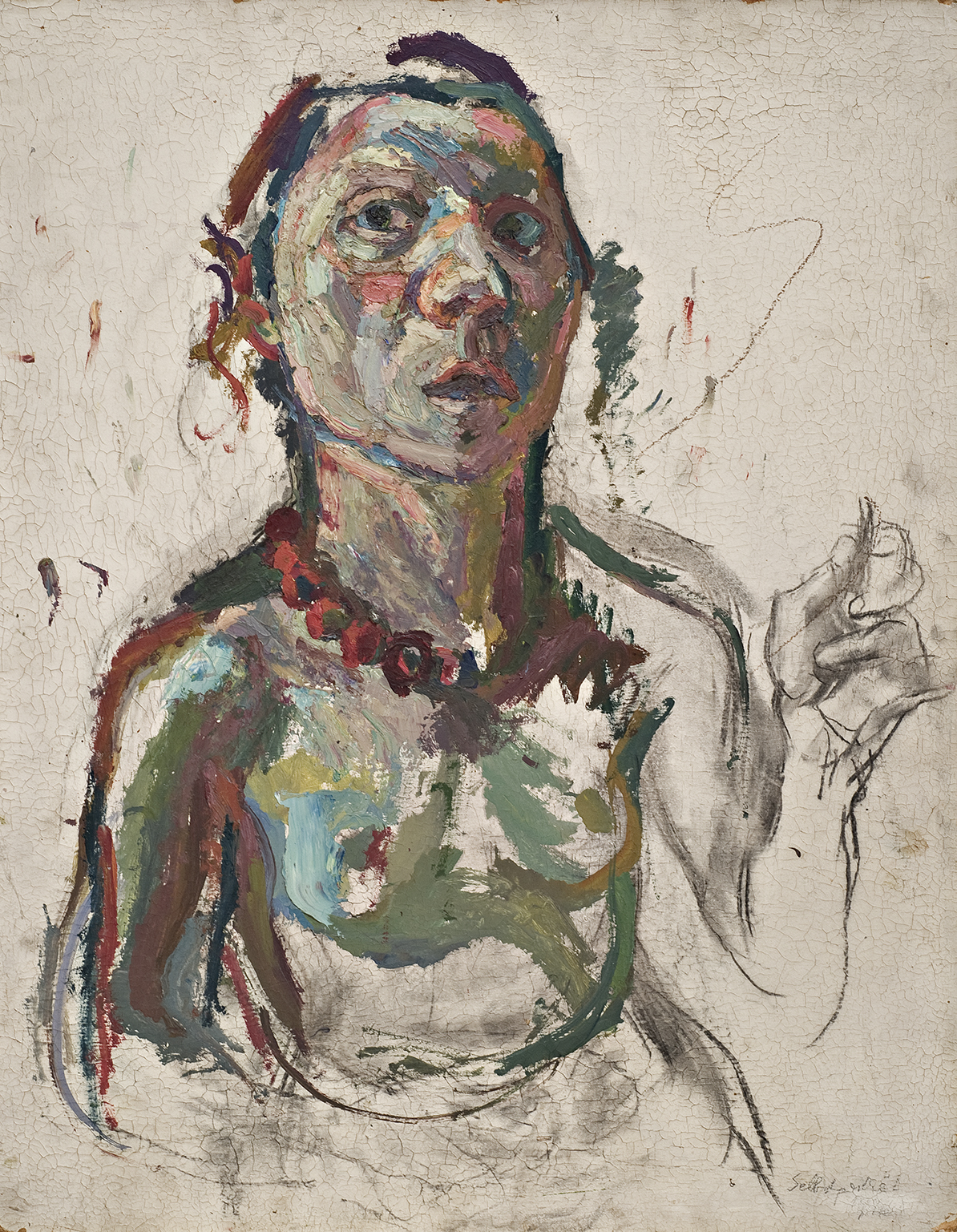
Gemälde Selbstporträt expressiv (1945)
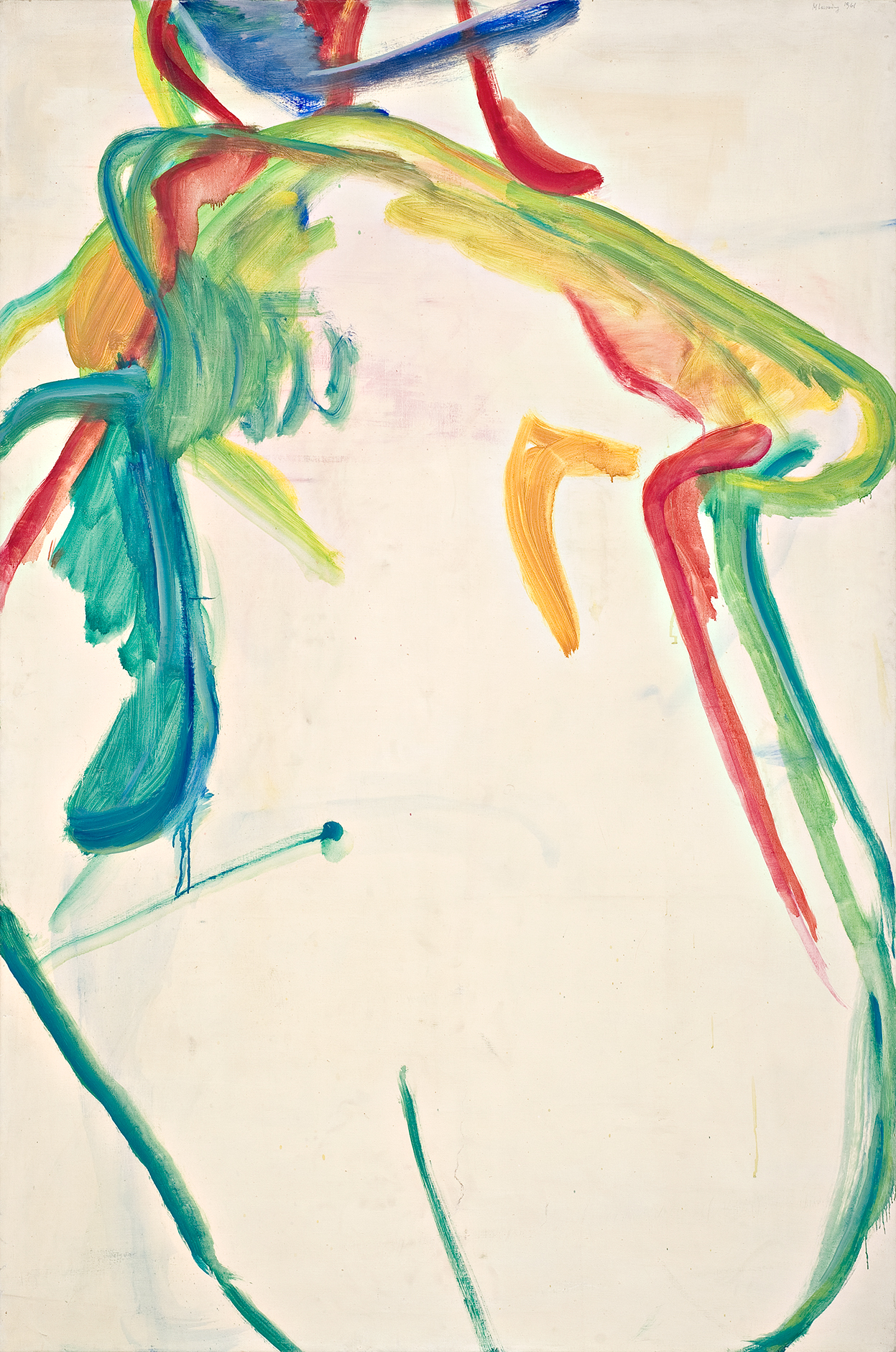
Gemälde Dicke Grüne (1961)
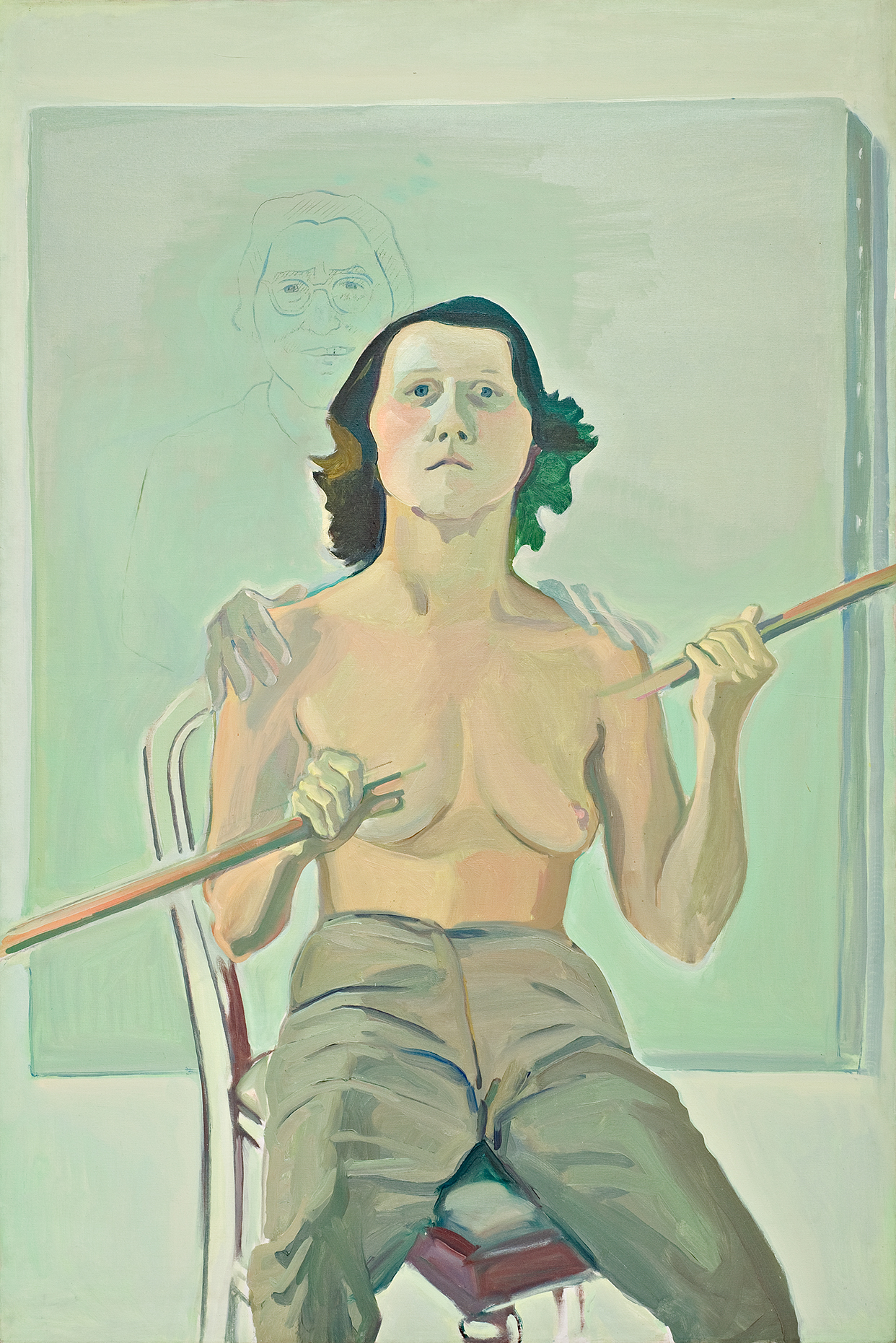
Gemälde Selbstporträt mit Stab (1971)
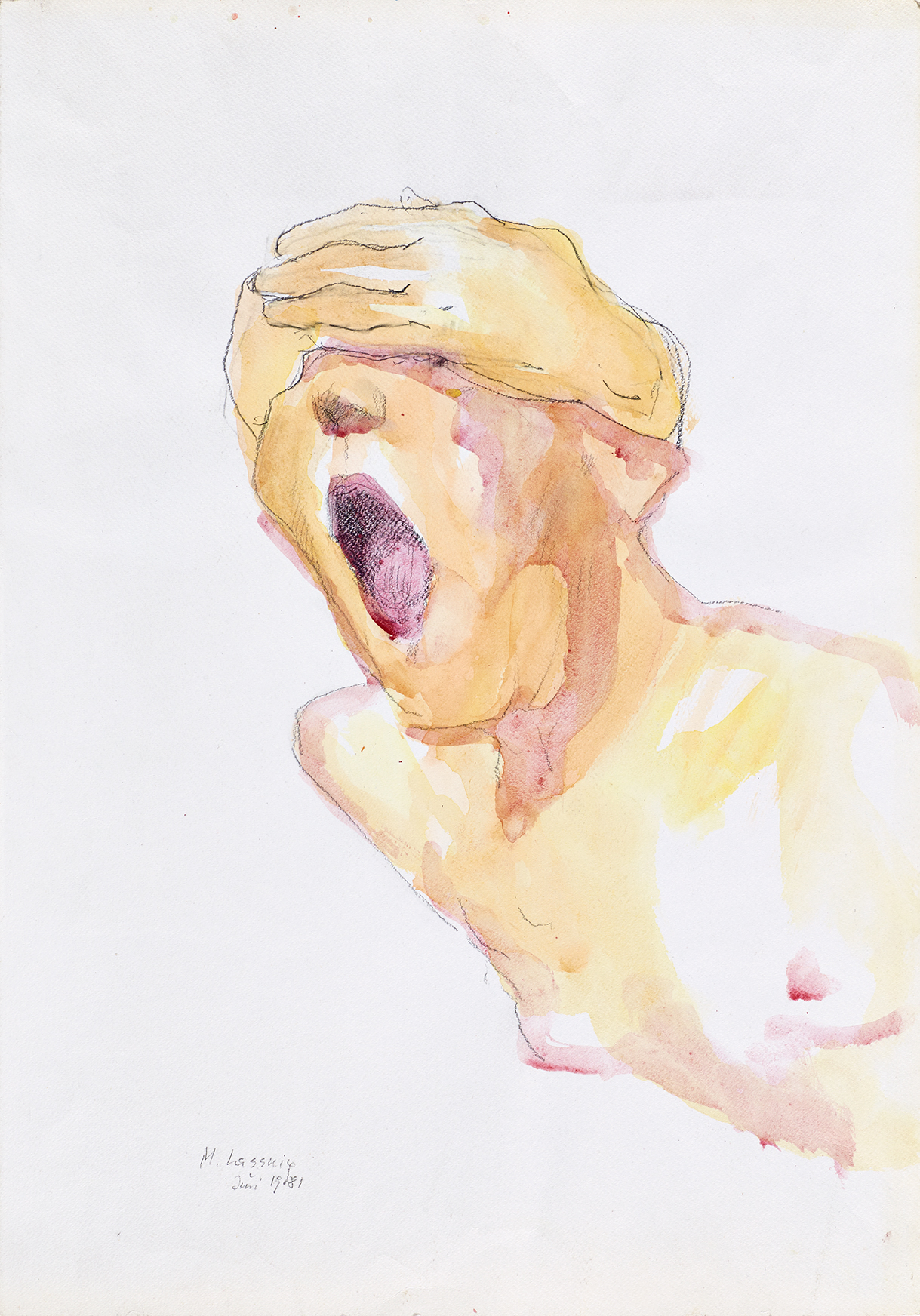
Zeichnung Ohne Titel (Schreiende) (1981)
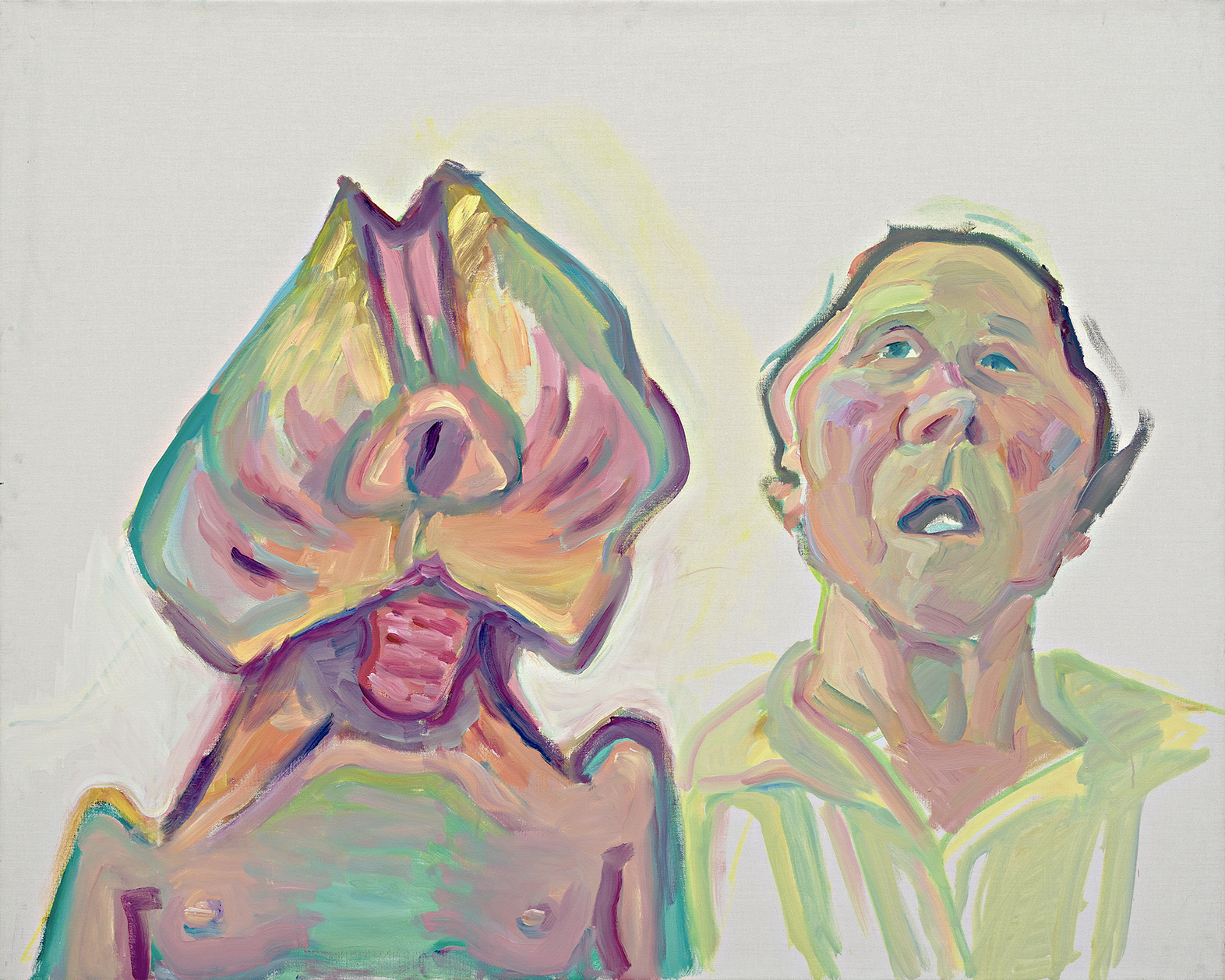
Gemälde Zwei Arten zu sein (Doppelselbstporträt) (2000)

## Stiftung
Die im Jahr 2015 gegründete Maria Lassnig Stiftung widmet sich dem umfassenden Œuvre und Nachlass der Künstlerin. Die Stiftung vergibt auch seit 2017 alle zwei Jahre den Maria-Lassnig-Preis.

## Lassnig-Filmbiografie
Anja Salomonowitz’ Lassnig-Filmbiografie Mit einem Tiger schlafen war als Weltpremiere bei der 74. Berlinale in der Sektion Forum zu sehen. Birgit Minichmayr übernahm darin die Hauptrolle, Oskar Haag ist als Arnulf Rainer zu sehen. Die Kurzfilme Maria Lassnig Kantate und Encounter wurden mit acht weiteren Werken Lassnigs in der Kategorie Forum Special präsentiert. Der österreichische Kinostart des Films war am 12. April 2024.

## Filme (Auswahl)
- Chairs (1971), 16 mm, Farbe, Ton, 4 Minuten; zu Musik bewegen sich Stühle wie Menschen
- Selfportrait (1971), 16 mm, Farbe, Ton, 5 Minuten; Lebensrückblick im Zeichentrick, erhielt 1972 den New York State Council – Preis
- Couples (1972), 16 mm Farbe, Ton, 10 Minuten; am Telefon und im Bett sprechen ein Verführer und ein Opfer miteinander: „Du halfst mir, du machtest mich stark – aber du kannst mir nichts vorwerfen; wer so blind liebt, bezahlt mit dem Tod.“
- Shapes (1972), 16 mm, Farbe, Ton, 10 Minuten; menschliche Silhouetten bewegen sich nach Musik von Bach
- Palmistry (1973), 16 mm, Farbe, Ton, 10 Minuten; A. ein dickes Mädchen weigert sich, dünn zu werden, um Männern zu gefallen; B. das erste Mal, C. beim Handleser: eine Gegenüberstellung von schrecklichem Aberglauben und schrecklicher Wissenschaft
- Art Education (1976), 16 mm, Farbe, Ton, 8 Minuten; feministische Auslegung berühmter Gemälde von u. a. Michelangelo, Vermeer
- Maria Lassnig Kantate (1992), 35 mm, Farbe, Ton, 8 Minuten; Idee, Text, Gesang, Zeichnung, Animation Maria Lassnig, Produktion Hubert Sielecki: „Es ist die Kunst jaja, die macht mich immer jünger, sie macht den Geist erst hungrig und dann satt!“

## Veröffentlichungen (Auswahl)
- Keine Verteidigung, Manifest zur Ausstellung „Unfigurative Malerei“. Klagenfurt 1951.
- Malrezepte. Katalog Galerie St. Stephan, Wien 1960.
- Chancen für Kreative. Protokolle 68, Wien 1968.
- Über die Kopfheiten, Zu den Strichbildern, Neuere Bilder, Biographie. Mit Einführung von Wolfgang Drechsler und Texten von Peter Gorsen. Monographie zur Ausstellung im Museum Moderner Kunst Wien. Ritter, Klagenfurt 1985.
- Mit dem Kopf durch die Wand: neue Bilder. Mit Texten von Hildegund Amanshauser (Kunstmuseum Luzern, Redaktion und Herausgeber: Martin Kunz). Ritter, Klagenfurt 1989, ISBN 3-267-00080-7.
- Die Feder ist die Schwester des Pinsels: Tagebücher 1943 bis 1997. Hrsg. von Hans Ulrich Obrist. DuMont, Köln 2000, ISBN 3-7701-5295-6.
- Landleute. Ritter, Klagenfurt 2004, ISBN 3-85415-355-4.
- Maria Lassnig, Briefe an Hans Ulrich Obrist. Verlag der Buchhandlung Walther König, Köln 2020, ISBN 978-3-96098-817-5 (posthume Veröffentlichung).
- Am Fenster klebt noch eine Feder, Hrsg. von Peter Handke, Barbara Maier und Lojze Wieser, (Wieser Verlag) Klagenfurt, 2023, ISBN 978-3-99029-580-9

## Auszeichnungen, Ehrungen, Preise
- 1973/1974 Stipendium des Creative Artists Public Service Program des New York City Council on the Arts im Bereich Film[43]
- 1975 Österreichischer Kunstpreis für Bildende Kunst
- 1977 Preis der Stadt Wien für Bildende Kunst
- 1988 Großer Österreichischer Staatspreis für Bildende Kunst
- 1998 Oskar-Kokoschka-Preis
- 2002 Roswitha Haftmann-Preis
- 2002 Rubenspreis der Stadt Siegen
- 2004 Max-Beckmann-Preis der Stadt Frankfurt am Main
- 2005 Österreichisches Ehrenzeichen für Wissenschaft und Kunst
- 2010 Ehrenmitglied der Akademie der bildenden Künste Wien[44]
- 2013 Leone d’Oro alla Carriera der 55. Biennale von Venedig für ihre Lebensleistung[45]
- 2013 Ehrendoktorat der Alpen-Adria-Universität Klagenfurt[46]
- 2016 Straßenbenennung Maria-Lassnig-Straße in Wien-Favoriten[47]

## Ausstellungen
- 1951 – Gruppenausstellung Junge unfigurative Malerei, Künstlerhaus Klagenfurt
- 1985 – Museum Moderner Kunst Stiftung Ludwig Wien[48]
- 1987 – Österreichische Künstler der Gegenwart: Arbeiten auf Papier; Sammlung Kermer, Stuttgart, Galerie im Taxispalais, Innsbruck[49]
- 1994 – Einzelausstellung im Rahmen des Projekts Couplet, Stedelijk Museum, Amsterdam[50]
- 2001 – Maria Lassnig, Bilder 1989 - 2001. Kestner-Gesellschaft Hannover.
- 2009 – Die Gegenwart der Linie, Pinakothek der Moderne, München
- 2009 – Im Möglichkeitsspiegel, Aquarelle und Zeichnungen von 1947 bis heute, Museum Ludwig, Köln
- 2009 – Maria Lassnig. Das neunte Jahrzehnt, MUMOK, Wien
- 2010 – Maria Lassnig. Die Kunst macht mich immer jünger, Kunstbau der Städtischen Galerie im Lenbachhaus, München; Katalog im Distanz Verlag
- 2012/2013 – Maria Lassnig. Der Ort der Bilder, Neue Galerie Graz, Graz
- 2013 – Maria Lassnig. Der Ort der Bilder, in der Halle für Aktuelle Kunst der Deichtorhallen, Hamburg
- 2014 – Maria Lassnig. With a special focus on the artist’s self-portraits, MoMA PS1, New York City[51]
- 2016 – Maria Lassnig (1919–2014). Die Schenkung an die Neue Galerie Graz, Neue Galerie Graz, Graz.
- 2017 – Maria Lassnig. Museum Folkwang, Essen.
- 2017 – Maria Lassnig. Zwiegespräche. Retrospektive der Zeichnungen und Aquarelle. Albertina (Wien) (2018 ebenso im Kunstmuseum Basel gezeigt).
- 2018 – Maria Lassnig. Be-ziehungen. Kunstmuseum St. Gallen.
- 2019 – Body Check. Martin Kippenberger – Maria Lassnig. Kunstbau der Städtischen Galerie im Lenbachhaus, München[52]
- 2019 – Maria Lassnig – Ways of Being. Stedelijk Museum, Amsterdam und Albertina, Wien[53]
- 2020 – Körper.Gefühl – Maria Lassnig aus der Sammlung Klewan. Museen Böttcherstraße, Bremen
- 2021/22 – Maria Lassnig. Die Sammlung Klewan. Käthe Kollwitz Museum Köln
- 2024 – Maria Lassnig: Selbst als Kamera, Künstlerhaus Wien